# 阿斯克 (上比利牛斯省)
阿斯克（法語：Asque，法語發音：[ask]）是法国上比利牛斯省的一个市镇，属于巴涅尔德比戈尔区。

## 地理
阿斯克（43°2'38"N, 0°15'20"E）面积15.85 平方千米，位于法国奧克西塔尼大區上比利牛斯省，该省份为法国西南部内陆省份，北至热尔省，西接大西洋比利牛斯省，南与西班牙接壤，东临上加龙省。
与阿斯克接壤的市镇（或旧市镇、城区）包括：埃斯科特、巴尼奥 (上比利牛斯省)、比朗、埃斯帕罗斯、弗雷尚代特、阿罗代、阿斯泰。

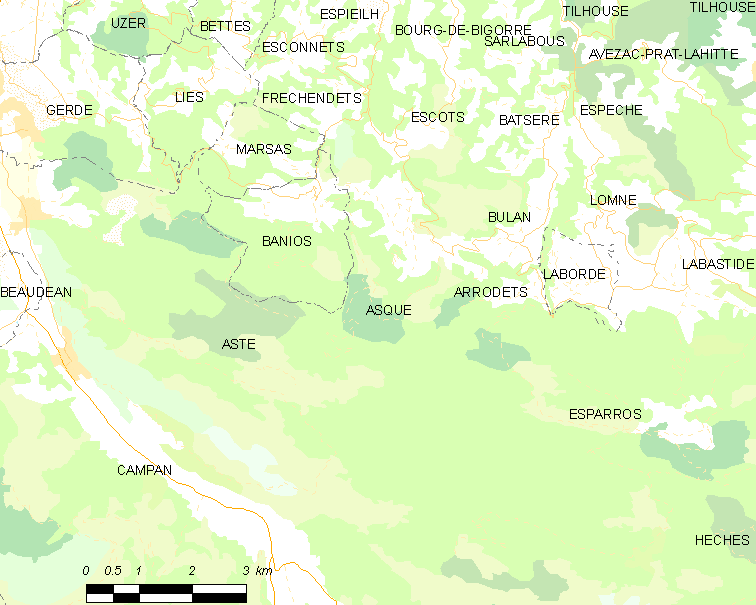
的OSM定位图

阿斯克的时区为UTC+01:00、UTC+02:00（夏令时）。

## 行政
阿斯克的邮政编码为65130，INSEE市镇编码为65041。

## 政治
阿斯克所属的省级选区为阿罗斯河与巴伊斯河谷县。

## 人口

1962-2008年间人口变化图示

阿斯克于2022年1月1日时的人口数量为120人。